# 貧困旅行記

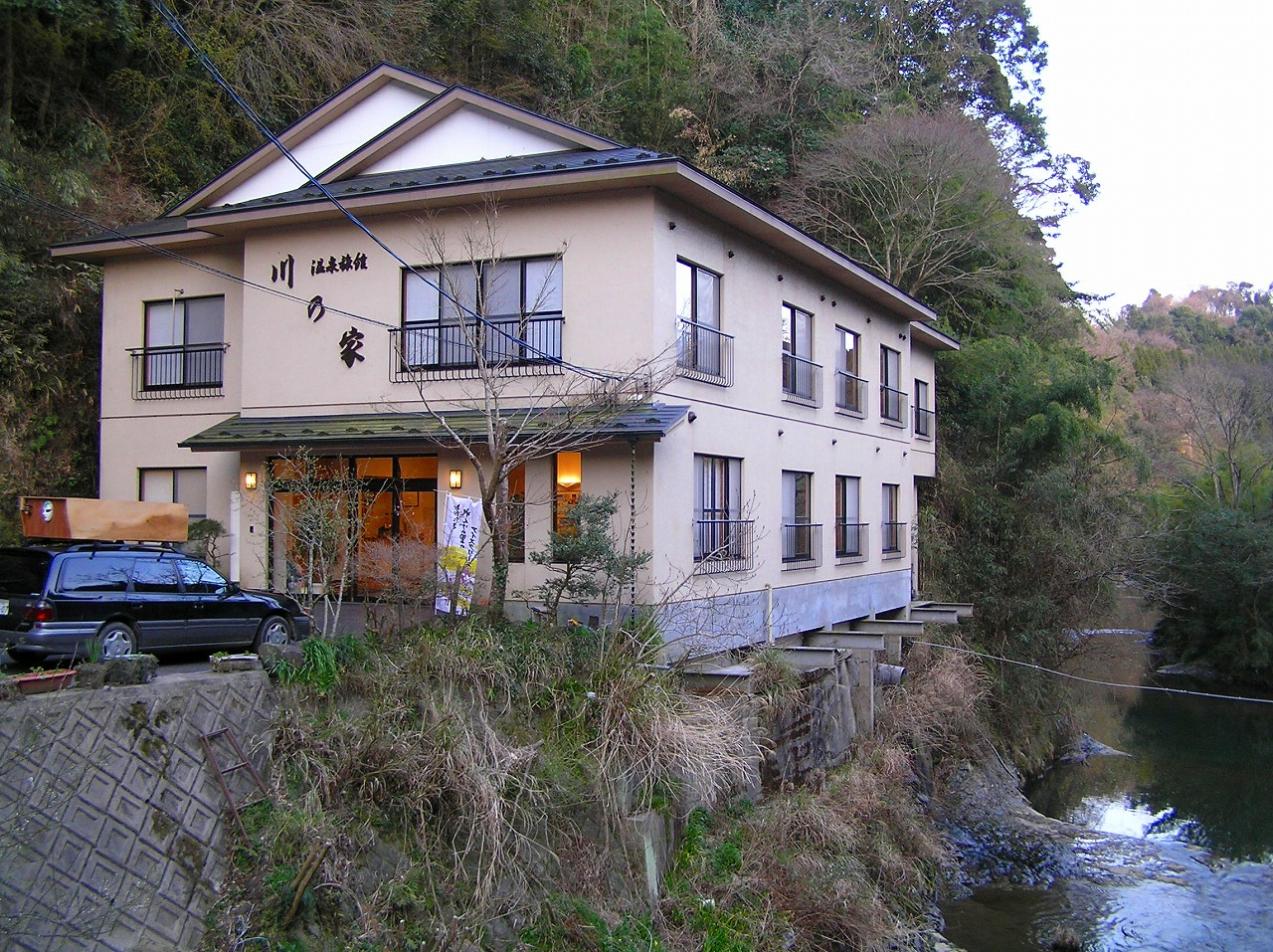
1988年4月に家族で宿泊した養老渓谷温泉「川の家」。作中では養老（年金）鉱泉として登場する。

『貧困旅行記』（ひんこんりょこうき）は、1991年9月に晶文社より刊行された、漫画家つげ義春の全196ページ、紀行文13編からなる随筆集。

## 概要
『別離』（1987年）を最後に、漫画作品を事実上断筆した後に執筆出版されたエッセイ風の旅行記で、過去に出版された紀行文5編に新たに書き下ろされた8編を加えて出版された。
つげは、1966年から1976年までは旅に夢中になり、旅先での出来事や印象をヒントに多くの作品を発表したが、1976年以降は心身の不調のため、子供の春休み・夏休みを利用した年に1、2回、1、2泊程度の近場への旅行が中心となる。また、年齢的なものや旅費の家計への圧迫を考慮し出不精になったと述懐し、タイトルを『貧困旅行記』としたのも、旅そのものの貧困さもさることながら、「旅の内容と自身の内容の貧困による」と作者らしい奥ゆかしいあとがきが添えられている。
内容は、1968年の作者30歳の時の九州蒸発行を皮切りに、ミシミシと音を立てきしむ階段と傾いた畳の描写が印象的な養老鉱泉の侘しい宿、親子3人で1匹だけ生き残ったヤドカリを海に放しにいくことを口実にした外房大原への小さな旅、薄明の夕暮れに幻のようにその姿をのぞかせ、夢のようにはかなく消えてしまった旧・甲州街道の犬目宿の幻想的な話、1989年、隠棲への断ちがたい思いを胸に訪れた秋山村（山梨県）の集落。
一般の旅人が見落とすような山村、宿場、鄙びた漁村、湯治場、鉱泉など見捨てられたような場所をふらりと訪れた紀行文であるが、そのどこにもつげならではの郷愁と憧れが刻印され、哀切な感情に裏打ちされており、胸を打つ。『つげ義春とぼく』とともに、つげを知る上で大変貴重な資料ともなっている。

## 構成
『貧困旅行記』は、大きく1～4の段落に分けられ、以下のような構成となっている。（）なきものは、書き下ろし。
1
- 蒸発旅日記（初出：『夜行』10号 1981年3月）

2

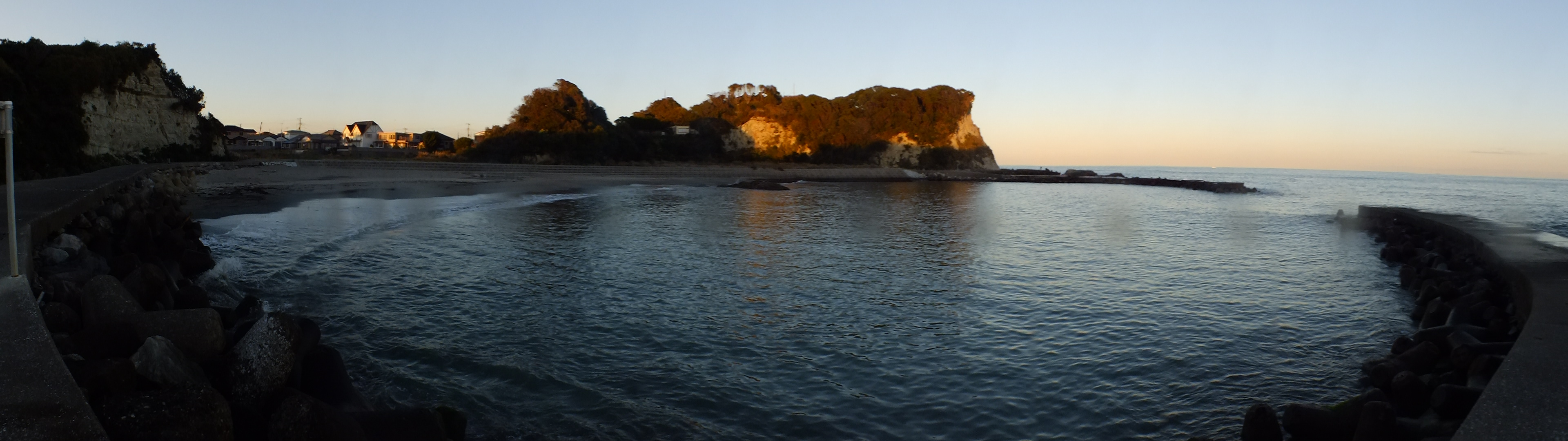
母の故郷でもある大原・八幡岬

- 大原・富浦（初出：『夜行』16号 1989年3月）
- 奥多摩貧困行
- 下部・湯河原・箱根
- 鎌倉随歩
- 伊豆半島周遊（初出：『夜行』16号 1989年3月）
- 猫町紀行（初出：三輪舎 豆本『猫町紀行』1982年）

3
- 日川探勝
- ボロ宿考
- 養老（年金）鉱泉 - 養老渓谷温泉には1988年（昭和63年）に移住先を探す目的で千葉県を家族とともに訪れた際、立ち寄った。小湊鉄道の養老渓谷駅で降り、しばらく歩いたのちに養老川沿いの遊歩道へ迷い込むが、木陰と静寂に満ち土を踏む自分の足音と川音意外聞こえない佇まいに惹かれる。当初、表通りの温泉の風情には興趣をひかれなかったつげが、一軒だけトンネルをくぐった先にある「川の家」の崖ぎりぎりに建つ古ぼけた宿屋の風情が気に入り、宿泊する。「地味で年寄向きで、養老という名がなるほどと思えた」と述べ、機嫌がよくなる。古ぼけた宿は1997年（平成9年）に建て替えられつげが宿泊した2階の部屋は失われたが、つげが気に入ったかまぼこ型の天井を持つ洞窟風呂と黒く濁った湯は当時のままである。主人はつげとは言葉は交わさなかったが、後日つげから『貧困旅行記』がいきなり送られてきた[1]。養老渓谷沿いにはつげが隠棲を考えたという小屋が廃屋になり残されている。
- 丹沢の鉱泉
- 日原小記

4
- 秋山逃亡行（改稿）

## 作品に登場する場所

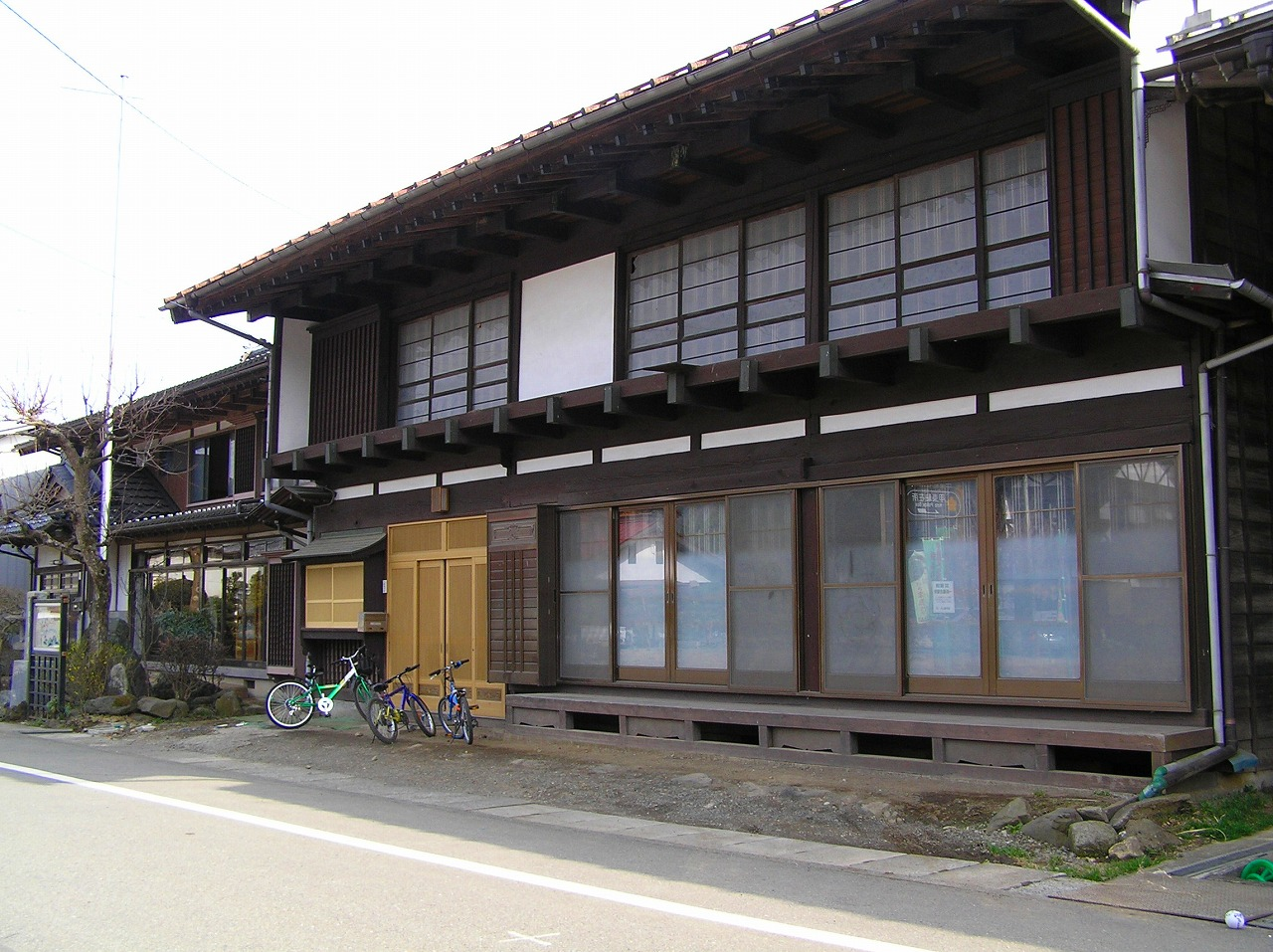
野田尻宿（『猫町紀行』）
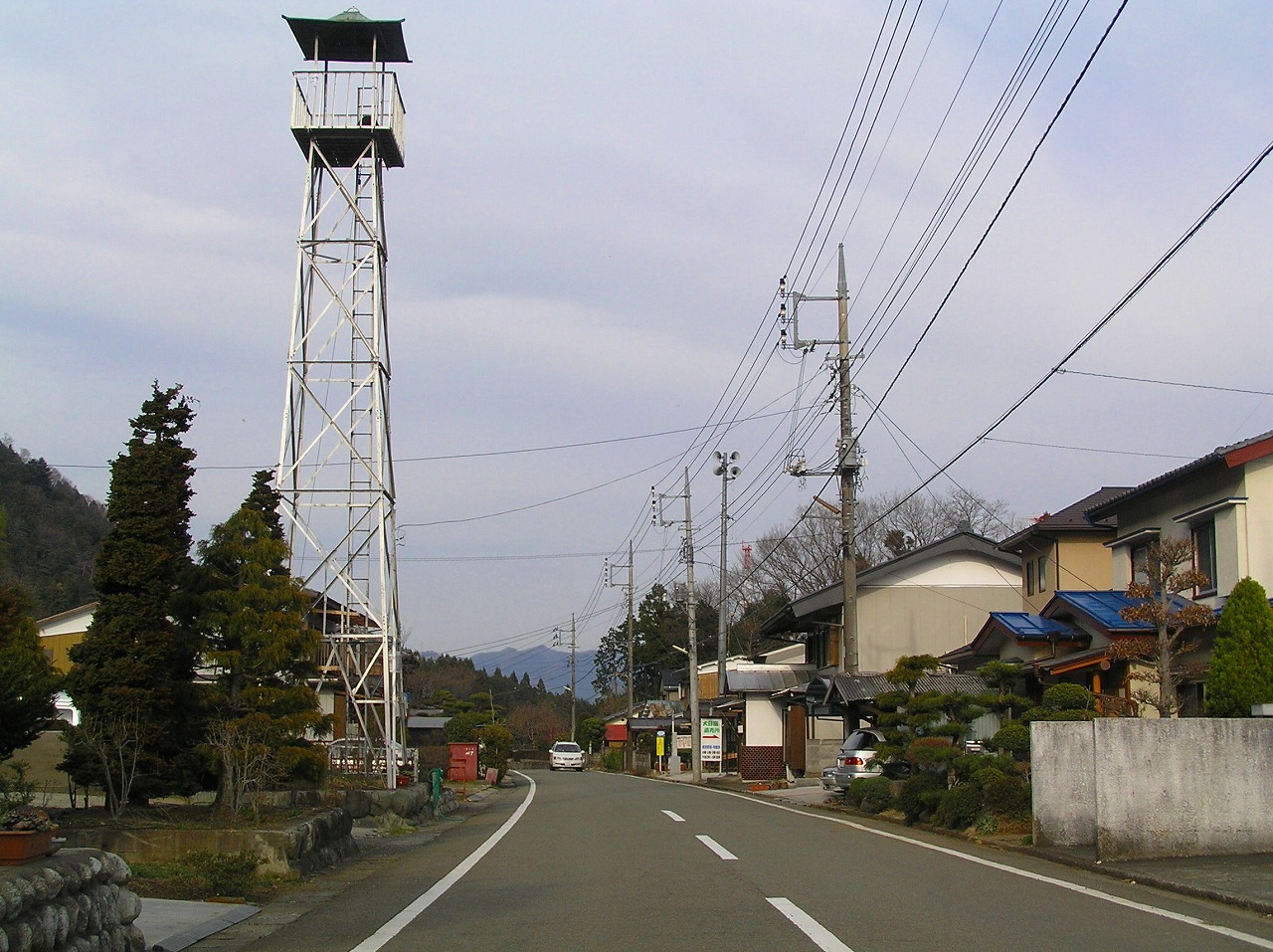
犬目宿（『猫町紀行』）
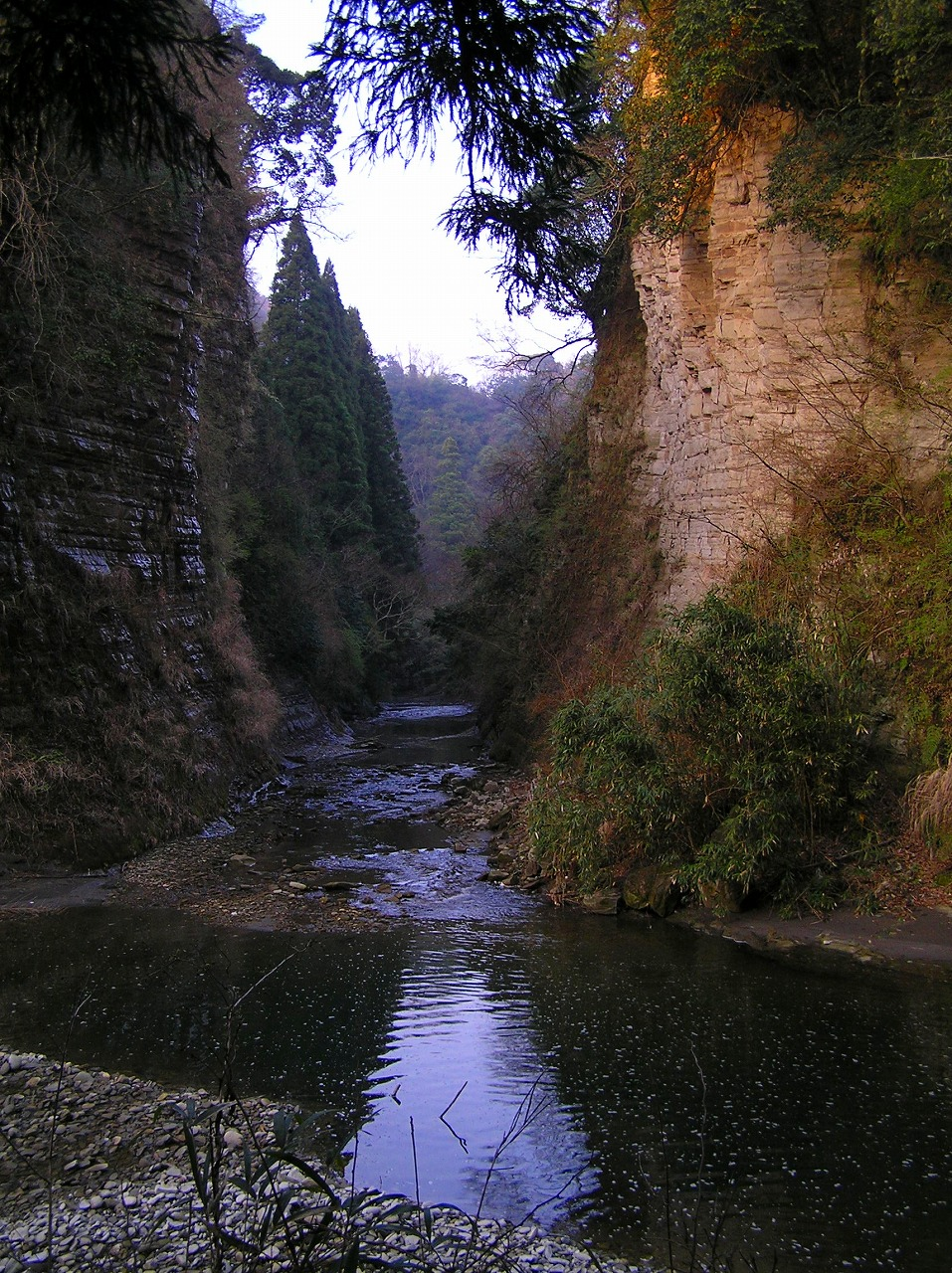
養老渓谷 弘文洞跡（養老（年金）鉱泉）
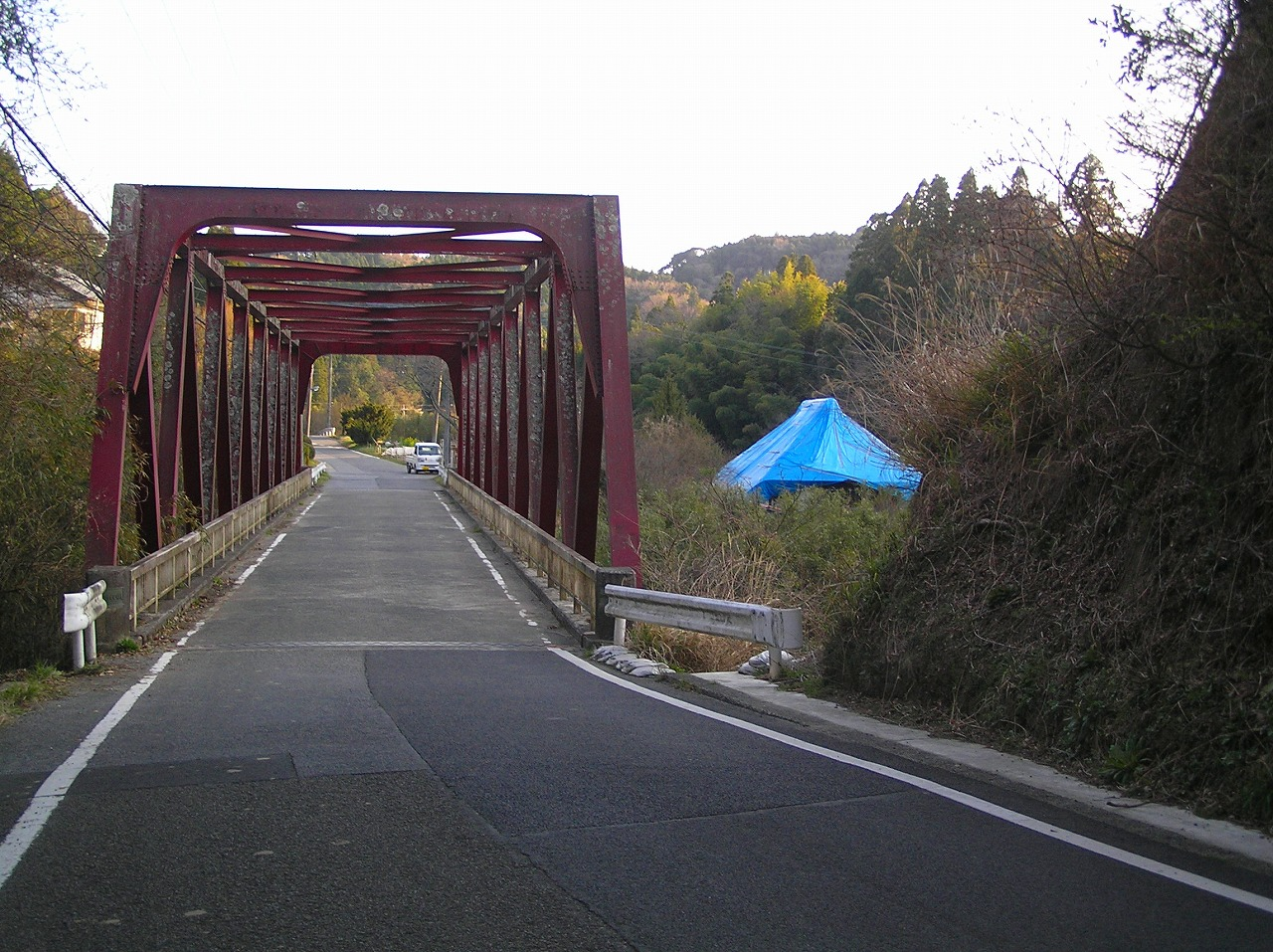
明治資料館（廃業）（養老（年金）鉱泉）1995年にはタイガー立石が自宅兼アトリエとして使用していた。
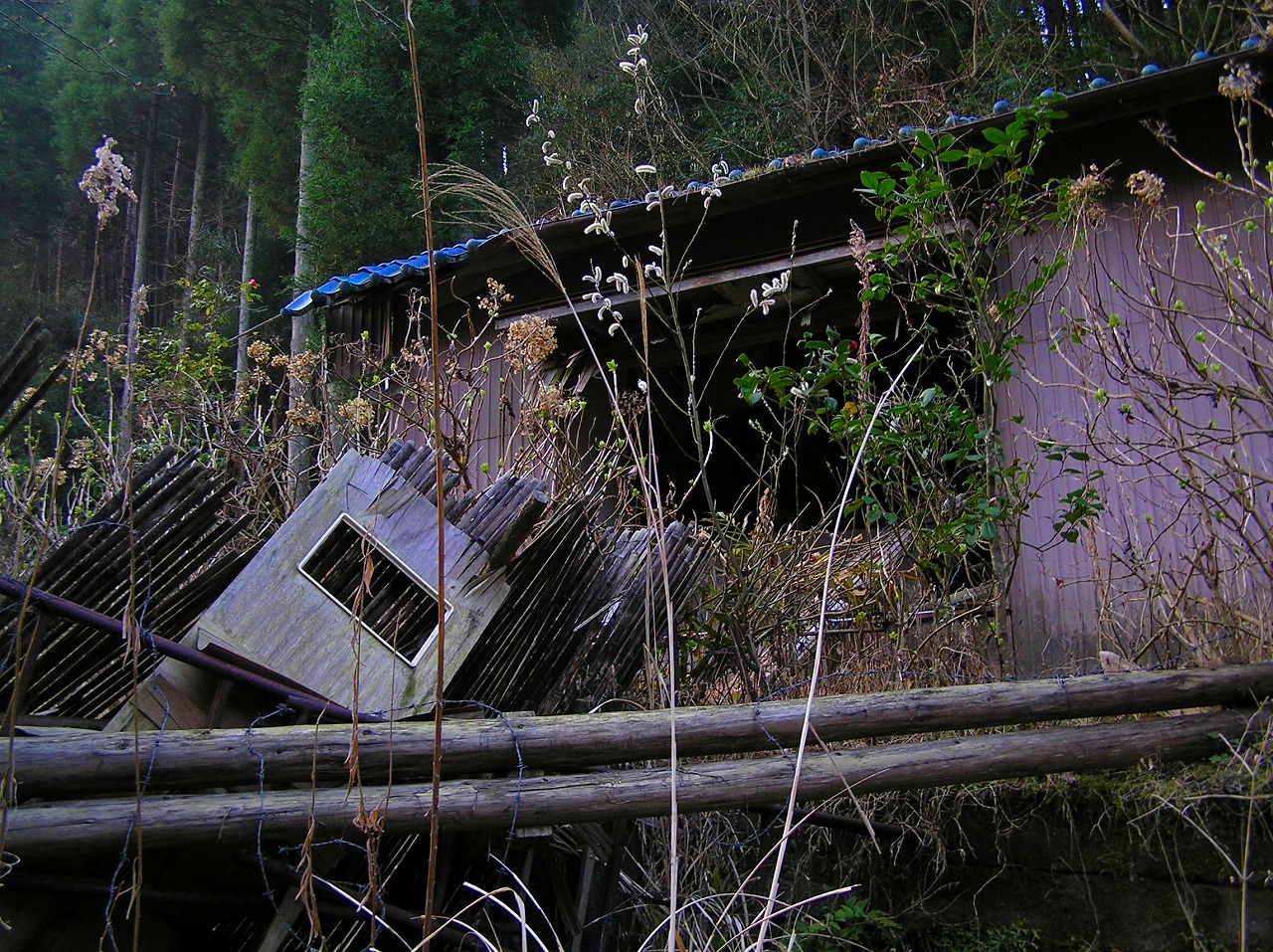
つげが住むことを考えたという養老渓谷の廃屋（養老（年金）鉱泉）
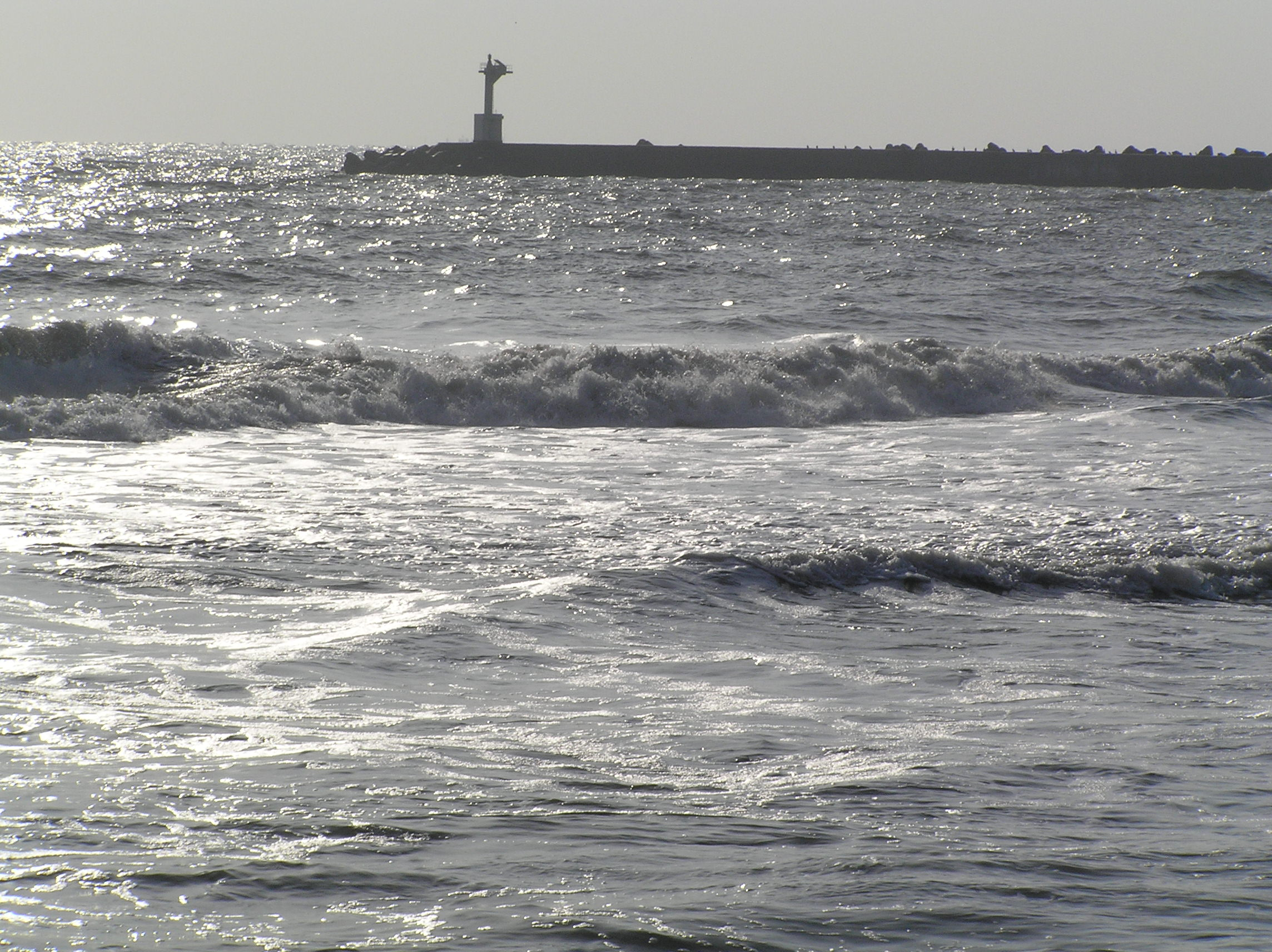
大原の海岸（大原・富浦）

## 文体
- つげは、川崎長太郎を愛読し、その文体にも川崎の影響を表しているものも多いが、特にこの作品での「てにをは」を省く文体は川崎長太郎独自のもので、その影響が強くうかがえる[2]。